# Vittorio Spinazzola (archeologo)
Vittorio Spinazzola (Matera, 2 aprile 1863 – Roma, 13 aprile 1943) è stato un archeologo italiano.

## Biografia
Spinazzola studiò inizialmente romanistica e scienze della letteratura all'Università di Napoli Federico II e si laureò con Francesco D'Ovidio. Durante questo periodo strinse amicizia con Francesco Saverio Nitti e Benedetto Croce - con cui fondò la Società dei Nove Musi - e con Gabriele D'Annunzio. Il dramma di D'Annunzio  "La città morta" deriva da un'idea di Spinazzola. Durante tutta la sua vita rimase legato alla letteratura, specialmente a Dante.
Nel 1893 divenne ispettore della Amministrazione Provinciale per l'arte antica; nel 1895 e 1896 lavorò al museo archeologico di Bologna e al Museo archeologico nazionale di Taranto. 
Nel 1897 fu nominato consigliere personale del Ministro della Pubblica Istruzione. Nel 1898 fu chiamato a ricoprire l'incarico di curatore del Museo nazionale di San Martino a Napoli, incarico che mantenne fino al 1910. Contemporaneamente dal 1903 al 1907 fu anche libero docente di archeologia all'università di Napoli. Nel 1910 divenne direttore del Museo archeologico nazionale di Napoli, l'anno successivo Soprintendente agli scavi e ai musei della Campania e del Molise. Ciò incluse anche la direzione degli scavi di Pompei. Dal 1919 divenne Soprintendente aggiunto per i monumenti e le gallerie delle province citate.
Già durante il suo periodo al Museo di San Martino, Spinazzola condusse scavi, specialmente i primi scavi scientifici a Paestum, dove liberò la cosiddetta Basilica e le più importanti costruzioni del Forum. Furono anche importanti le sue ricerche sull'antro della Sibilla a Cumae o del vicino tempio di Apollo, di cui poté fare l'identificazione. A Pompei sviluppò un nuovo metodo per le ricerche archeologiche della città. In precedenza si era sempre scavato solo per luoghi singoli, importanti o per strutture produttive che avrebbero potuto dar luogo ad una visione generale; Spinazzola cominciò a scavare a Pompei per strade. Lo scopo era di poter comprendere l'intero quartiere. Allo stesso tempo egli era attento, con la liberazione, a conservare i piani superiori degli edifici e sviluppare per questo scopo i metodi che sono stati perseguiti e migliorati dai suoi successori. In questo modo, ha liberato centinaia di metri di Via dell'Abbondanza, con tutte le sue numerose testimonianze di vita quotidiana. Qui le pitture parietali romane erano importanti esattamente come i graffiti politici, le piccole edicole votive importanti come un forno o le aziende artigiane. Qui ritrovò la Casa di Loreio Tiburtino (più propriamente casa di Ottavio Quartione), la casa dell'Efebo e la casa di Trebio Valente.
A causa dell'atteggiamento critico di Spinazzola su Benito Mussolini, egli dovette lasciare gli scavi di Pompeii nel 1923. La sua caduta in disgrazia e il suo declino professionale furono in gran parte determinati dall'accanita ostilità, dovuta a motivi sia politici sia personali, che contro di lui manifestò l'allora ministro della pubblica istruzione Giovanni Gentile. Spinazzola lavorò fino alla sua morte sui ritrovamenti degli anni 1910-1923 per pubblicarli. Non riuscì a vedere la pubblicazione, perché le bozze destinate alla pubblicazione, poco prima di andare in stampa, durante la seconda guerra mondiale, andarono distrutte durante un bombardamento e il manoscritto fu considerato come andato perso. Ma ne era stata conservata una copia, che è stata pubblicata nel 1953 in due volumi, per decisione del governo italiano, nella sua interezza con il titolo "Pompei alla Luce degli Scavi nuovi di Via dell'Abbondanza (anni 1910-1923)". Il lavoro è stato curato da Salvatore Aurigemma, il genero, che aveva sposato la figlia del primo matrimonio di Spinazzola, Maria Giulia.
Vittorio Spinazzola nel 1932 aveva sposato in seconde nozze l'archeologa Alda Levi.
Massone, fu iniziato nel 1911 nella Loggia massonica "Propaganda Massonica" di Roma.

## Pubblicazioni (selezione)
- Gli Augures. E. Loescher, Roma 1895.
- Gli Avvenimenti del 1799 in Napoli da nuove Ricerche e Documenti inediti del Museo Nazionale di San Martino. L. Pierro, Napoli 1899.
- Le Origini e il Cammino dell'Arte. G. Laterza & figli, Bari 1904.
- L'Arte ed il Seicento in Napoli. V. Morano, Napoli 1905.
- L'Anfiteatro Flavio: Storia degli Scavi ed ultime Scoperte, 1590–1895. R. Marghieri, Napoli 1907.
- L'Arte di Dante. R. Ricciardi, Napoli, 1921.
- Le Arti decorative in Pompei e nel Museo nazionale di Napoli. Bestetti & Tumminelli, Milano 1928.
- Pompeii alla Luce degli Scavi nuovi di Via dell'Abbondanza (anni 1910–1923). 2 voll. Libreria dello Stato, Roma 1953.